# Zaiace, Sînelnîkove
Zaiace (în ucraineană Заяче) este un sat în comuna Velîkomîhailivka din raionul Sînelnîkove, regiunea Dnipropetrovsk, Ucraina.

## Demografie
Componența lingvistică a localității Zaiace
     Ucraineană (92,31%)
     Rusă (7,69%)
Conform recensământului din 2001, majoritatea populației localității Zaiace era vorbitoare de ucraineană (92,31%), existând în minoritate și vorbitori de rusă (7,69%).